# Metro (journal international)
Pour les articles homonymes, voir Metro.
Ne pas confondre avec Metro, quotidien gratuit publié au Royaume-Uni par le groupe Associated Newspapers et qui n'appartient pas au groupe Metro International.
 (février 2025).

Logo de Metro.

Metro est un quotidien d'information gratuit. Propriété du groupe de presse suédois Metro International, spécialisé dans la publication de gratuits dans plusieurs pays, il a été créé à Stockholm en 1995.
Les différentes éditions locales utilisent le même style graphique : logo, mises en page, polices de caractères (Corpid pour les titres, Swift pour le contenu en écriture latine, cyrillique ou grecque).
Présent dans plus de 120 villes d'Europe, d'Asie, d'Amérique du Nord et du Sud, c'est le quotidien le plus lu dans le monde (17 millions de lecteurs[source insuffisante]).

## Au Pérou
Au Pérou, où ce journal a commencé à être diffusé mi-2011, il porte le nom de Publimetro. Distribué aux carrefours et dans les stations de transport public du « Metropolitano » , il est associé au grand groupe de presse national El Comercio.